# جون ماكنالي (لاعب رماية)
جون ماكنالي (بالإنجليزية: John McNally)‏ هو لاعب رماية أمريكي، ولد في 20 يناير 1956.

## وصلات خارجية
- جون ماكنالي على موقع أوليمبيديا (الإنجليزية)